# Іллінське (Кімрський район)
Іллінське (рос. Ильинское) — село в Кімрському районі Тверської області Російської Федерації.
Населення становить 946 осіб. Входить до складу муніципального утворення Іллінське сільське поселення.

## Історія
Від 2005 року входить до складу муніципального утворення Іллінське сільське поселення.

## Населення
| 1859 | 1887 | 1897 | 1920 | 1997  | 2002 | 2010 |
| ---- | ---- | ---- | ---- | ----- | ---- | ---- |
| 909  | ↘816 | ↘809 | ↘766 | ↗1017 | ↘935 | ↗946 |